# Dicranomyia azorica
Dicranomyia azorica är en tvåvingeart som först beskrevs av Nielsen 1963.  Dicranomyia azorica ingår i släktet Dicranomyia och familjen småharkrankar. Inga underarter finns listade i Catalogue of Life.